# Sapajus
Sapajus Kerr, 1792 è un genere di primati platirrini della sottofamiglia Cebinae.

## Tassonomia
Il genere è stato definito nel 2012 da Jessica Lynch Alfaro et al. per differenziare le scimmie cappuccine più robuste (ascritte a questo genere) da quella più gracili appartenenti al genere Cebus.
Comprende le seguenti specie:
- Sapajus apella Linnaeus, 1758 - cebo dai cornetti
- Sapajus cay (Illiger, 1815) - cebo di Azara
- Sapajus flavius Schreber, 1774 - cebo dorato
- Sapajus libidinosus (Spix, 1823) - cebo striato
- Sapajus macrocephalus (Spix, 1823) - cebo testagrossa
- Sapajus nigritus Goldfuss, 1809 - cebo nero
- Sapajus robustus (Kuhl, 1820) - cebo robusto
- Sapajus xanthosternos (Wied-Neuwied, 1826) - cebo dal ventre dorato